# Heussé

Heussé este o comună în departamentul Manche, Franța. În 2009 avea o populație de 242 de locuitori.